# Sportpark Aschheim
Sportpark Aschheim je nogometni stadion u općini Aschheim u Münchenu, Njemačka. Stadion ima kapacitet od 3.000 sjedala, a koristi ga ženska ekipa FC Bayern Münchena i lokalni klub FC Aschheim 1956, koji se natječe u ligi Bezirksklasse, osmom stupnju njemačkog nogometa.